# Smeared
Albums de Sloan
Peppermint EP
(1992) Twice Removed
(1994)
Smeared est le premier LP enregistré par le groupe de rock canadien Sloan. Il est paru au Canada en octobre 1992, et aux États-Unis en janvier 1993 sur le label Geffen Records. Comme le précédent Peppermint EP, il est perçu comme un album évoquant un croisement entre Sonic Youth et les Beatles.
Jennifer Pierce du groupe Jale, originaire également d'Halifax, chante les chœurs sur What's There To Decide.

## Titres
Tous les titres sont de Sloan.
1. Underwhelmed – 4:41
2. Raspberry – 4:02
3. I Am the Cancer – 3:39
4. Median Strip – 3:34
5. Take It In – 3:56
6. 500 Up – 4:21
7. Marcus Said – 4:32
8. Sugartune – 3:27
9. Left of Centre – 2:34
10. Lemonzinger – 4:10
11. Two Seater – 3:04
12. What's There to Decide? – 4:19

B-sides
- Rag Doll - 3:11 (Bonus sur le cd japonais, I Am The Cancer single)
- Laying Blame - 3:43 (Bonus sur le cd japonais, I Am The Cancer single)
- Amped - 3:03 (Underwhelmed single)
- Sleepover - 8:06 (Underwhelmed single)
- Pillowfight - 3:49 (sur la compilation Never Mind The Molluscs)

Singles tirés de l'album Smeared
- Underwhelmed (1992)
- Sugartune (1992)
- Take It In (1993)
- I Am The Cancer (1993)
- 500 Up (1993)

## Musiciens
- Jay Ferguson - Guitare, Chant
- Chris Murphy - Basse, Chant, Guitare
- Patrick Pentland - Guitare, Chant, Basse
- Andrew Scott - Batterie, Chant, Guitare
- Jennifer Pierce - chœurs

## Sources
- (en) Cet article est partiellement ou en totalité issu de l’article de Wikipédia en anglais intitulé « Smeared » (voir la liste des auteurs).